# Fray Servando (métro de Mexico)
Fray Servando est une station de la Ligne 4 du métro de Mexico, située dans le centre de Mexico, dans la délégation Venustiano Carranza.

## La station
La station ouverte en 1982, doit son nom à l'avenue Fray Servando Teresa de Mier où elle se trouve. Son emblème est la silhouette de ce Dominicain, héros de la Guerre d'indépendance du Mexique.